# Кёнигсберг-ин-Байерн
Кёнигсберг-ин-Байерн (нем. Königsberg in Bayern) — город и городская община в Германии, в земле Бавария.
Подчинён административному округу Нижняя Франкония. Входит в состав района Хасберге. Население составляет 3657 человек (на 31 декабря 2010 года). Занимает площадь 61,86 км². Официальный код — 09 6 74 164.
Городская община подразделяется на 10 городских районов.

## Население
По оценке на 31 декабря 2015 года население общины Кёнигсберг-ин-Байерн составляет 3596 чел. 

| Дата      | 1840 | 1871 | 1900 | 1925 | 1939 | 1950 | 1961 | 1970 | 1987 | 2011 |
| --------- | ---- | ---- | ---- | ---- | ---- | ---- | ---- | ---- | ---- | ---- |
| Население | 3544 | 3472 | 3218 | 3353 | 3170 | 4718 | 4138 | 4160 | 3757 | 3703 |

| Год       | 1960 | 1970 | 1980 | 1990 | 2000 | 2009 | 2010 | 2011 | 2012 | 2013 | 2014 | 2015 |
| --------- | ---- | ---- | ---- | ---- | ---- | ---- | ---- | ---- | ---- | ---- | ---- | ---- |
| Население | 4044 | 4114 | 3765 | 3794 | 3770 | 3709 | 3657 | 3713 | 3687 | 3665 | 3628 | 3596 |

## Известные уроженцы

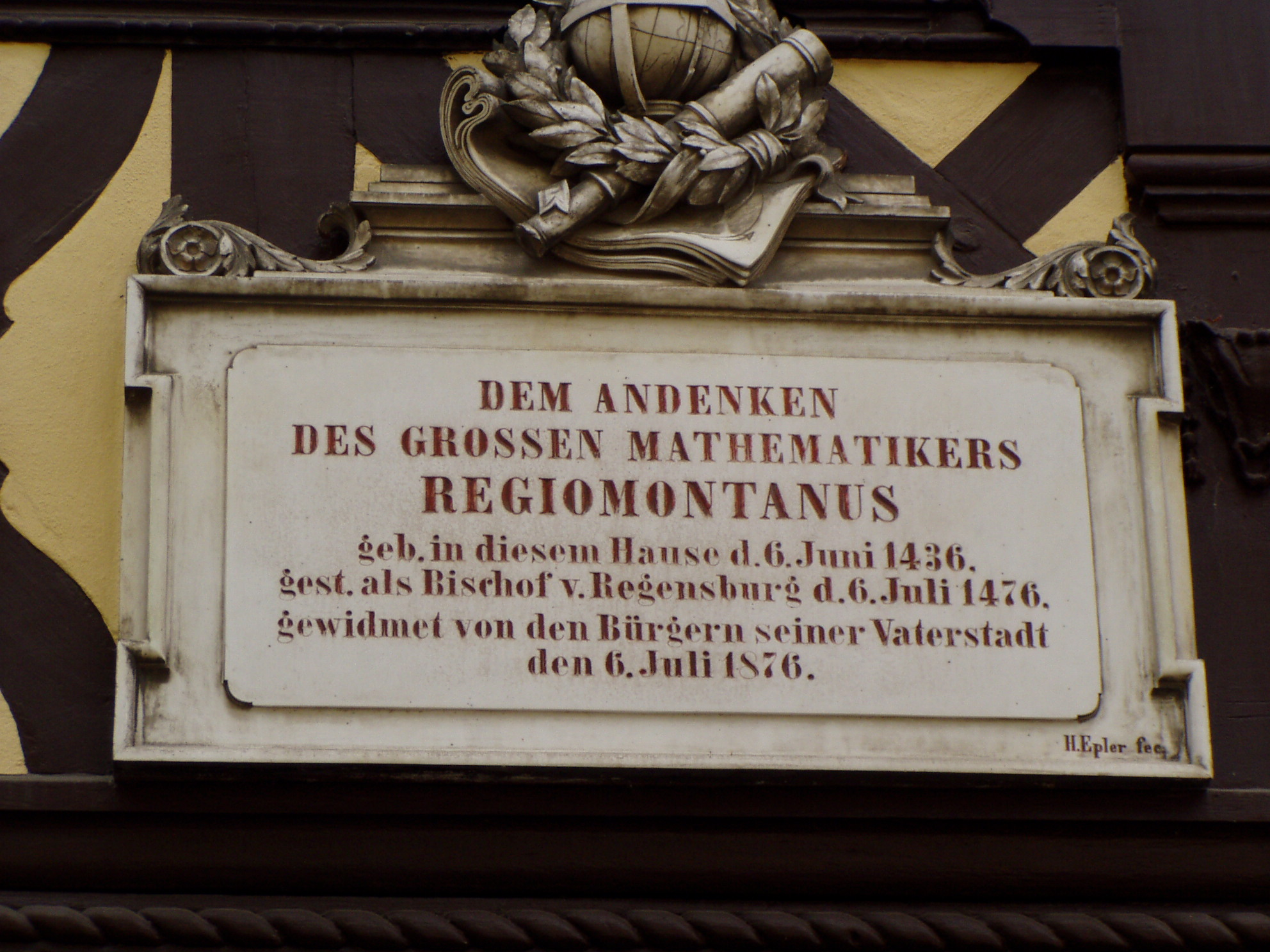
Памятная табличка на родном доме Регимонтана

- Региомонтан (Иоганн Мюллер) — математик и астроном, в качестве псевдонима использовал латинизированное название своего родного города (лат. Regiomontanus = нем. Königsberg)
- Фридрих Генрих Зекендорф — баварский военачальник и дипломат